# 春华镇
春华镇位于湖南省长沙县中部偏东，地处长沙县、浏阳市二县交界处。地缘上，北山镇北与路口镇接壤，西与果园镇为邻，西南部与黄花镇相连，东部与浏阳市永安镇、沙市镇交接，总面积130平方公里，总人口41,639人（2000年人口普查）；全镇辖辖12个村、1社区；镇政府驻春华社区。

## 历史
今春华镇在1995年长沙地区撤区并乡镇之前属路口区春华山乡、大鱼塘乡、茶叶乡地域，撤区并乡镇后三乡合并组建春华镇。2004年村级区划调整，调整之前26村1社区，分别为长高村、春华村、大岭村、大桥村、大兴村、大鱼村、东林村、洞田村、高峰村、高山村、官塘村、横坑村、花园村、金鼎村、金塘村、九木村、九田村、龙家冲村、狮子山村、石林村、石塘村、松元村、团结村、武塘村、新塘村和兴旺村共计26村，和春华社区；区划调整合并后为12个村，1个社区。